# Hughesite
La hughesite (simbolo IMA: Hug) è un minerale molto raro della famiglia degli "ossidi e idrossidi" con composizione chimica Na3AlV10O28 • 22H2O.

## Etimologia e storia
La hughesite prende il nome dal dottor John Michael Hughes, professore di mineralogia alla Università di Miami ed ex rettore dell'Università del Vermont, per ragguardevole carriera nel campo della mineralogia, tra cui il suo ampio lavoro sulla famiglia della pascoite.

## Classificazione
Essendo stata approvata dall'Associazione Mineralogica Internazionale (IMA) nel 2010, la hughesite non è elencata nella classica nona edizione della sistematica dei minerali di Strunz, aggiornata dall'IMA fino al 2009.
Il minerale è presente nell'edizione successiva, proseguita dal database "mindat.org" e chiamata ClassificazioneStrunz-mindat, dove la hughesite è elencata nella classe "4. Ossidi (idrossidi, V[5,6] vanadati, arseniti, antimoniti, bismutiti, solfiti, seleniti, telluriti, iodati)" e da lì nella sottoclasse "4.H V[5,6] Vanadati"; questa viene suddivisa più finemente in base al tipo di vanadato, in modo tale che la hughesite possa essere trovata nel sistema nº 4.HC.05 insieme a pascoite, idropascoite, lasalite, magnesiopascoite e rakovanite.
Nella Sistematica dei lapis (Lapis-Systematik) di Stefan Weiß la hughesite è elencata nella classe degli "ossidi" e da lì nella sottoclasse degli "ossidi di vanadio (polivanadati con V4+/5+)"; qui il minerale si trova nel "gruppo dei vanadati" dove forma il sistema nº IV/G.01 insieme a bluestreakite, gunterite, burroite, hummerite, huemulite, kokinosite, lasalite, magnesiopascoite, nashite, pascoite, postite, rakovanite, schindlerite, sherwoodite e wernerbaurite.

## Abito cristallino
La hughesite cristallizza nel sistema triclino nel gruppo spaziale P1 (gruppo nº 2) con i parametri reticolari a = 8,668 Å, b = 10,295 Å, c = 12,908 Å, α = 105,826°, β = 97,899° e γ = 103,385°, oltre ad avere 1 unità di formula per cella unitaria.

## Origine e giacitura
La hughesite si presenta come croste efflorescenti sulle pareti di arenaria delle miniere e nelle fratture rocciose; si forma attraverso l'ossidazione di ossidi primari di vanadio (come corvusite e montroseite) che reagiscono con le acque sotterranee acide e ossidanti nei depositi di uranio a fronte di rotolamento, solitamente in zone ricche di carbonio organico. La paragenesi è con corvusite, gunterite, hewettite, lasalite, montroseite, rakovanite, rossite e sherwoodite.
La hughesite è rarissima ed è stata trovata solo nella sua località tipo, la miniera di "West Sunday" (38.08°N 108.82167°W) nel distretto minerario di "Slick Rock" in Colorado (Stati Uniti); sempre in Colorado ci sono stati ritrovamenti anche nella miniere di "Sunday Mine", di "Suncop nº 2", di "Saint Jude" (anch'esse nel distretto minerario di "Slick Rock") e nelle miniere di "Burro" (contea di San Miguel e di "Blue Streak" (contea di Montrose). La hughesite è stata rinvenuta anche nella miniera di "Little Eva", nella contea di Grand (Utah).

## Forma in cui si presenta in natura
La hughesite forma cristalli piatti, a forma di lancia o a blocchi, di dimensioni fino a 2 mm.
Il minerale è trasparente con lucentezza semi adamantina; il colore va dall'arancio all'arancio dorato e quello del suo striscio è giallo.